# 松本徹三

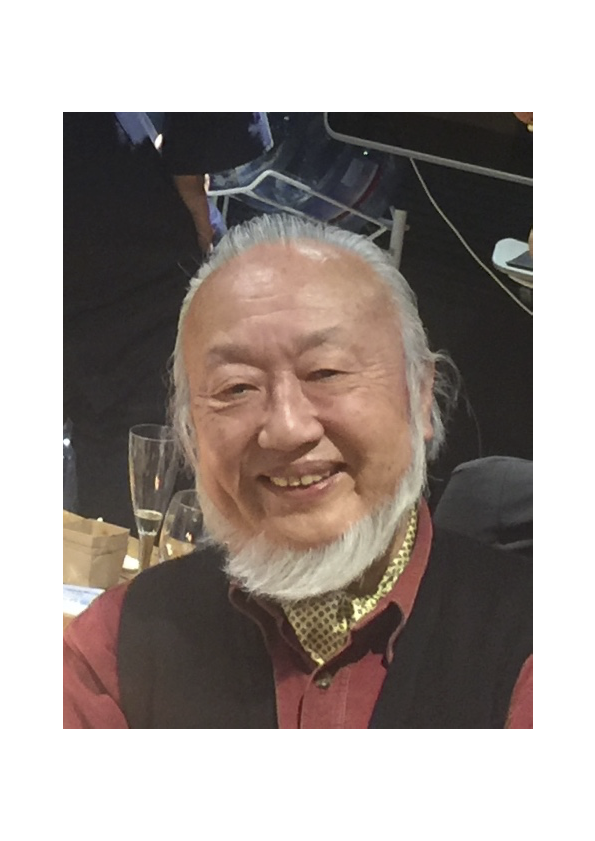

松本 徹三（まつもと てつぞう、1939年（昭和14年）11月15日 - ）は日本の実業家であり、作家でもある。
元ソフトバンクモバイル取締役副社長（2020年3月までソフトバンクグループ　シニアアドバイザー）。ORNIS株式会社代表取締役会長。株式会社 ジャパン・リンク 代表取締役社長。一般財団法人 高IQ者認定支援機構代表理事。

## 来歴

### 出生・幼少期
兄一人、姉二人の末子として東京で生まれ、生後3か月で大阪へ移る。
幼年期は兵庫県西宮市、東京都中野区に住み、戦争が激しくなると、栃木県上野郡東大芦村大字引田に疎開した。疎開先で終戦になり、ラジオで玉音放送を聴いた。終戦後、大阪へ戻った。

### 学生時代
1949年に大阪学芸大学付属池田中学校（現 大阪教育大学附属池田中学校）に入学後、大阪府立北野高等学校（1958年卒業）を経て、1962年に京都大学法学部卒業。
大学では、大隅健一郎のゼミに所属したが、勉強せず、アルバイトでバーテンダー等をして過ごした。町道場で空手道（剛柔流）を習った後、大学の空手部（糸東流）に転じて、副将（二段）を務めた。

## 職歴
- 1962年に京都大学法学部を卒業後、伊藤忠商事大阪本社に入社。輸出繊維機械課に配属される[4]。
- 1968年から1970年まで韓国ソウルに駐在。
- 1975年から1980年までシカゴ・ニューヨークに駐在。
- 1980年に東京本社通信プラント第二課長就任。
- 1985年に伊藤忠アメリカ会社（現・伊藤忠インターナショナル会社）エレクトロニクス部長就任（SVP）。その後、東京本社の通信事業部長、マルチメディア事業部長、宇宙情報部門長代行などを歴任。
- 1996年に伊藤忠商事を退社して独立。同年、コンサルタント業の株式会社 ジャパン・リンクを設立後、クアルコム・ジャパン 株式会社を1998年に設立し、社長に就任[5]。
- 2005年には同社会長兼米国本社上級副社長に就任。日本、東南アジア、大洋州を統括すると共に、発展途上国向け新サービスの開拓などに取り組む。
- 2006年9月に孫正義の要請を受けてクアルコムを退社[6]。同年、ボーダフォン日本法人の執行役副社長に就任[7]。
- 2006年10月にソフトバンクモバイルと名を変えたボーダフォン日本法人の取締役副社長に就任[8][9]。主に技術戦略、国際戦略などを担当。
- 2011年6月には副社長を退任して取締役特別顧問[10]になり、1年後に退社する。
- 2013年4月から2年間、明治大学専門職大学院グローバル・ビジネス研究科の特別招聘教授を勤める[11]。
- 2013年11月に、コンサルタント業の株式会社 ジャパン・リンクを復活。ソフトバンクを含む国内外の情報通信関連企業数社とのアドバイザリー契約を行う。
- 2019年4月に、「一般財団法人 高IQ者認定支援機構」を設立、代表理事に就任[12]。
- 2022年9月に、最新鋭の海洋レーダーを使って様々な目的に供する海洋情報サービスを提供するORNIS株式会社を創設し、代表取締役会長に就任 [13]

## 著作
「久慈毅」名義（小説・往復書簡形式のビジネス書3冊）
- 『日本の会社を生きる君たちへ』ダイヤモンド社、1995年11月。ISBN 978-4478900024。
- 『日本の会社大改革物語』ダイヤモンド社、1996年11月。ISBN 978-4478372005。
- 『新規事業室長を命ず』ダイヤモンド社、1998年10月。ISBN 978-4478330784。

「外村直樹」名義
- 2003年より2013年にかけて、長編2作、中編8作の純文学作品を書き下ろしているが、このうち中編8作品については、後に「松本徹三」本人名義で、Amazon Kindle、楽天Kobo、BOOK★WALKERの3チャンネルで電子出版された。

「松本徹三」本人名義
- 『AIが神になる日--シンギュラリティーが人類を救う』SBクリエイティブ、2017年7月。ISBN 978-4797393064。
- 『2022年　地軸大変動』早川書房、2021年9月。ISBN 978-4152100528。
- 上記以外に、当初「外村直樹」名義で書かれた中編小説8作品が、2022年4-5月に「松本徹三」本人名義で電子出版されている。